# Салменкюля-Маттила, Леэна
Леэна Салменкюля-Маттила (фин. Leena Salmenkylä-Mattila, девичья фамилия Салменкюля; 13 августа 1958, Финляндия) — финская спортсменка-ориентировщица, чемпионка мира 1979 года по спортивному ориентированию в эстафете.

## Биография
Родилась в спортивной семье, где все занимались спортом — ориентированием и баскетболом.
Дедушка по отцовской линии — Anton Husgafvel (1900-1980) занимался легкой атлетикой, спринтер. Представлял Финляндию на Олимпийских играх в Париже в 1924 году. Позднее был одним из лучших ориентировщиков страны по ветеранским группам. Мать — Пиркко (Pirkko) по профессии архитектор, занималась ориентированием и баскетболом. Была членом национальных команд, много раз становилась чемпионкой Финляндии. Отец — Юхани Салменкюля, призёр первый двух чемпионатов мира по спортивному ориентированию, многократный победитель в эстафете Юкола, бывший президент финской ассоциации баскетбола, был судьей на баскетбольном турнире на Олимпиаде в Токио в 1964 году.
Кроме Леэны в семье было еще трое детей: Хилькка (Hilkka) стала адвокатом, Вели Матти (Veli Matti) и Тууликки (р. 12.02.1963; Tuulikki) профессионально занимаются баскетболом и спортивным ориентированием. Все в разное время становились чемпионами Финляндии в разных возрастных группах.
Периодически участвует в первенствах мира среди ветеранов по спортивному ориентированию, выезжая на них вместе со всей семьей — отцом, сестрами, братом и детьми.

## Участие в чемпионате мира
Была членом финской национальной команды на чемпионате мира по ориентированию 1979 года, который проходил в финском Тампере. На индивидуальной дистанции была 16-й. В эстафете финская команда (Леэна Сильвеннойнен, Леэна Салменкюля, Лийса Вейялайнен) заняла первое место, опередив более чем на минуту команду Норвегии. Третье место с отставанием более 2 мину заняла команда Швеции.
Примечателен тот факт, что обладательница золотой медали индивидуальной дистанции финка Оути Боргенстрём не участвовала в эстафете. Накануне она потянула связки лодыжки и была заменена.